# Criniger
Criniger es un género de aves paseriformes perteneciente a la familia Pycnonotidae. Sus miembros son nativos del África subsahariana.

## Especies
Se reconocen las siguientes especies:
- Criniger barbatus - bulbul barbado;
- Criniger chloronotus - bulbul dorsiverde;
- Criniger calurus - bulbul colirrojo;
- Criniger ndussumensis - bulbul barbiblanco;
- Criniger olivaceus - bulbul barbigualdo.